# اليرادف (الشحر)
'

تعديل مصدري - تعديل

اليرادف هي إحدى قرى عزلة الشحر بمديرية الشحر التابعة لمحافظة حضرموت، بلغ تعداد سكانها 189 نسمة حسب تعداد اليمن لعام 2004.